# Luis Cruz (político)
Luis Cruz (Purmamarca, Argentina, 20 de junio de 1905 - Buenos Aires, 14 de noviembre de 1986) fue un sindicalista y político argentino, senador nacional por Tucumán (1946 a 1952) por el laborismo y gobernador de Tucumán por el peronismo (1952 a 1955).

## Biografía
Fue un trabajador ferroviario desde 1923, y afiliado a la Fraternidad, tuvo una vasta actuación en el gremio, simultánea con una participación activa en las mutualidades y cooperativas. Llegó a conducir la Sociedad de Socorros Mutuos de los Ferrocarriles del Estado, y la Institución Cooperativa del Personal Ferroviario.
Fundó y dirigió bibliotecas obreras en el Noroeste, así como escuelas técnicas de la Fraternidad.

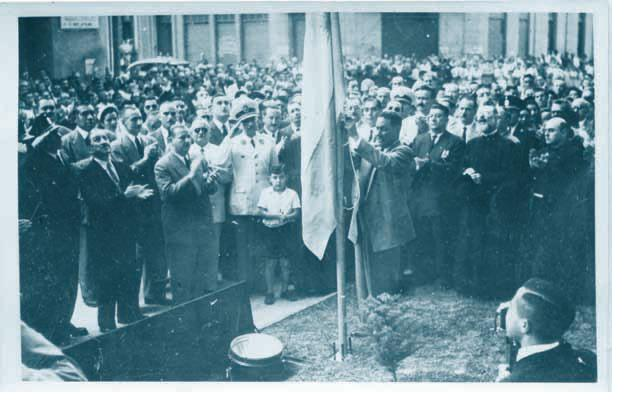
1952 - El gobernador Luis Cruz deja inaugurado el edificio del IPSST ubicado en la intersección de 9 de Julio y Combate de Las Piedras, en un acto que convocó a las personalidades más importantes de la época y que movilizó a la sociedad tucumana.

Militante del socialismo desde su juventud, estaba organizando los primeros gremios de la FOTIA en Tucumán, cuando ocurrió la revolución de 1943, y empezó a adquirir predicamento la figura de Juan Domingo Perón. Entusiasmado con el programa de este, ingresó al Partido Laborista de cuya organización se ocupó, en Tucumán y en las provincias de esta región. Ya formado el Partido Peronista, integró durante 3 años el Consejo Superior y se desempeñó como interventor partidario en varias jurisdicciones. De 1946 a 1951, fue senador nacional por Tucumán, y el 11 de noviembre de 1951 es elegido gobernador de esta provincia. Su primer gabinete estuvo integrado por el Dr. Luis Elizalde, ministro de Gobierno; el Dr. Alfredo David Maxud, ministro de Hacienda y el Dr. Luis Marcelo Zelarayán, ministro de Salud Pública. 
Apenas asumió su cargo de gobernador, mandó elaborar el “Plan Quinquenal de la Provincia” para ser aplicado entre 1953 y 1957. El mismo retomaba las orientaciones del Segundo Plan Quinquenal implementado por el gobierno nacional. Por otro lado, los avances del gobierno en la educación se manifestaron en las transformaciones curriculares durante la gestión de Luis Cruz.
El 22 de febrero de 1953 por decreto dispuso realizar el “Primer Congreso de Historia de los Pueblos de la Provincia de Tucumán” que sesionó del 12 al 17 de octubre, organizado por una comisión que integraban Manuel García Soriano, Oscar Sarrulle y Miguel Herrera Figueroa.
El 28 de agosto de 1954 siendo gobernador de la provincia de Tucumán inaugura en la Escuela Normal Mixta “Juan Bautista Alberdi”, la Facultad Obrera Regional Tucumán “FORT”, dependiente de la Universidad Obrera Nacional (creada seis años antes), a la que hoy conocemos como Facultad Regional Tucumán de la Universidad Tecnológica Nacional (UTN FRT). 
Durante su gobierno, luego de las grandes huelgas decretadas por la Federación Obrera Tucumana de la Industria Azucarera en el año 1949, la provincia gozó de una relativa paz social. El Plan Quinquenal Nacional tuvo su reflejo en la provincia en la construcción de las Escuelas-Asilo por la Fundación Eva Perón, en el Parque 9 de Julio y en Yerba Buena. 
Gobernó hasta 1955, cuando fue reemplazado por José Humberto Martiarena. Tras el golpe de Estado contra el gobierno constitucional de Juan Domingo Perón, la dictadura denominada Revolución Libertadora lo mantuvo preso, por razones políticas, por un total de 2 años y 4 meses, en las cárceles de Buenos Aires y Caseros. Tras recuperar la libertad en democracia no tuvo actividad política posterior.